# Henry Highland Garnet
Henry Highland Garnet (New Market, 23 dicembre 1815 – Monrovia, 13 febbraio 1882), è stato un pastore protestante, abolizionista e oratore afroamericano.
Fautore dell'abolizionismo militante, Garnet fu un membro di spicco del movimento abolizionista che lo portò dalla moral suasion (azione di persuasione) verso una forte azione politica. 
Famoso per la sua abilità di oratore pubblico, esortò i neri ad agire e a far valere i propri destini. Garnet fu la prima persona di colore a tenere, come ministro, un sermone alla Camera dei Rappresentanti degli Stati Uniti.

## Biografia

### Primi anni, educazione
Garnet nacque schiavo nei pressi di New Market, nella Contea di Kent, nel Maryland, da George e Henrietta. Suo nonno era stato un principe guerriero africano, catturato in combattimento, probabile ispiratore dello spirito fiero di Garnet. Nel 1824, ricevuto il permesso di partecipare a un funerale, scappò con la sua famiglia in Pennsylvania, che era uno stato libero. Trascorse due anni in mare, come mozzo, cuoco e cameriere, nel tragitto tra Stati Uniti e Cuba. Al suo ritorno scoprì che la sua famiglia si era divisa a causa delle minacce dei cacciatori di schiavi.
Quando Garnet aveva dieci anni, con la famiglia riunita si trasferì a New York, dove dal 1826 al 1833, frequentò la "African Free School" e la "Phoenix High School for Colored Youth" (Scuola superiore di Phoenix per giovani di colore). Già nel periodo in cui andava a scuola, Garnet iniziò la sua attività nel movimento abolizionista. Con i compagni di scuola, istituì la "Garrison Literary and Benevolent Association". Ottenne un grande sostegno tra i bianchi, ma l'associazione alla fine dovette chiudere a causa dei sentimenti razzisti.
Due anni più tardi, nel 1835, cominciò a frequentare la "Noyes Academy" a Canaan (New Hampshire) dove conobbe sua moglie, Julia Williams. Ebbero tre figli, di cui uno soltanto sopravvisse fino all'età adulta. A causa della sua attività abolizionista, Henry Garnet fu infine costretto ad abbandonare la "Noyes Academy" da una violenta opposizione segregazionista. Continuò la sua istruzione presso l'"Oneida Theological Institute" a Whitesboro (New York), che aveva appena aperto le porte a tutte le etnie. Qui fu acclamato per la sua arguzia, brillantezza e abilità retorica. Si laureò nel 1839 e l'anno seguente gli si dovette amputare una gamba a causa di un infortunio al ginocchio, curato male, verificatosi anni prima.

### Ministero

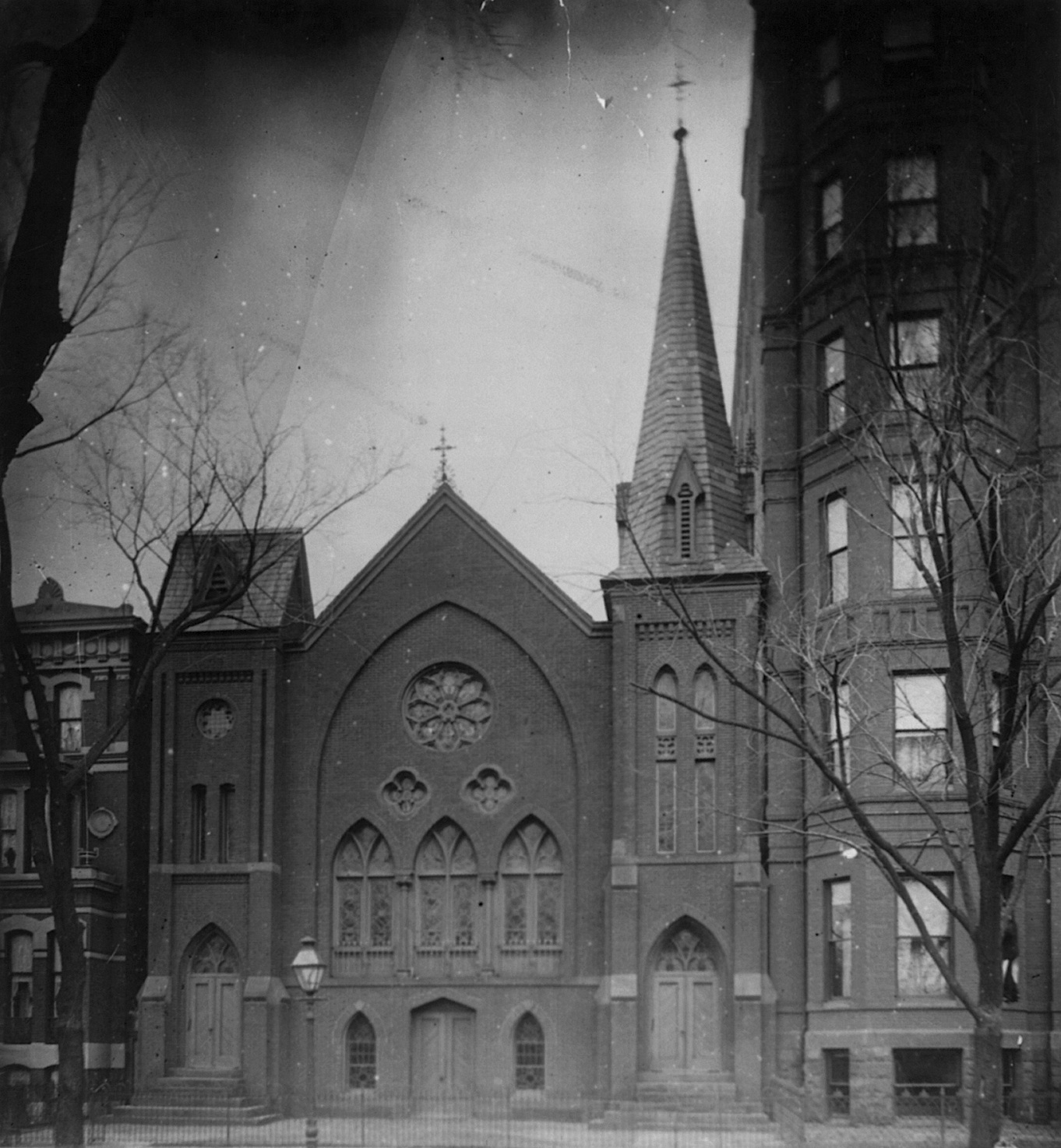
Garnet fu pastore nella "Fifteenth Street Presbyterian Church" a Washington, DC, dal 1864 al 1866. La chiesa come era nel 1899 (circa).

Nel 1839, Garnet si trasferì a Troy (New York), dove insegnò in una scuola e studiò teologia. Nel 1842, Garnet divenne pastore della "Liberty Street Presbyterian church", posizione che avrebbe ricoperto per sei anni. Durante questo periodo, pubblicò articoli dove trattava temi religiosi e abolizionisti. Identificandosi strettamente con la Chiesa, Garnet appoggiò il movimento per la moderazione e divenne un forte sostenitore della politica antischiavista. In seguito si unì all'American Antislavery Society e spesso parlò in occasione di conferenze abolizioniste.
Uno dei suoi discorsi più famosi, Call to Rebellion (chiamata alla rivolta), fu tenuto nell'agosto 1843 alla "National Negro Convention" a Buffalo. Il discorso faceva eco alle sue opinioni che gli schiavi devono agire in prima persona per raggiungere la completa emancipazione. Garnet faceva riferimento ad alcune ribellioni di schiavi, affermando che poteva essere un modo rapido per abolire la schiavitù, se gli schiavi si fossero dimostrati abbastanza coraggiosi. Frederick Douglass e William Lloyd Garrison, insieme a molti altri abolizionisti, ritenevano che le sue idee fossero troppo radicali. Sostenne il "Liberty Party", un partito per le riforme che successivamente venne assorbito nel Partito repubblicano, partito con cui Garnet non si trovava d'accordo.

### Ruolo antischiavista
Dal 1849 Garnet cominciò a sostenere l'emigrazione dei neri statunitensi in Messico, Liberia o Caraibi, dove avrebbero avuto maggiori opportunità. A sostegno di questa tesi fondò la "African Civilization Society". Ad immagine della "British African Aid society" cercò di stabilire una colonia nell'Africa occidentale nella zona dell'etnia Yoruba (Liberia). Sostenne anche l'istituzione di aree distinte abitate dalla popolazione di colore negli Stati Uniti.
Nel 1850, si recò in Gran Bretagna su richiesta del "Free Labor Movement", un'organizzazione che si opponeva all'uso di prodotti realizzati con il lavoro degli schiavi. Era popolare, e passò due anni e mezzo tenendo conferenze. Nel 1852 Garnet venne inviato a Kingston (Giamaica) come missionario, dove vi trascorse tre anni, finché la sua salute non lo costrinse a ritornare negli Stati Uniti.
Quando scoppiò la guerra di secessione americana, le sue speranze per l'emigrazione dei neri si dissolsero. Rivolse allora la sua attenzione all'istituzione di unità di colore nell'esercito. Sulla scia dei disordini a New York del 1863, folle di violenti stavano prendendo di mira la gente di colore e gli edifici di loro proprietà. Garnet si salvò dalla morte perché sua figlia rapidamente tolse la targhetta col nome fuori dalla porta di casa prima che bande di violenti li trovassero. Quando ebbe l'autorizzazione per istituire unità di colore nell'esercito, Garnet aiutò nel reclutamento delle United States Colored Troops e poi sostenne i militari neri con i suoi sermoni. Garnet servì come pastore della "Liberty (Fifteenth) Street Presbyterian Church" dal 1864 al 1866 e in quel periodo fu il primo ministro di colore a tenere un sermone alla Camera dei Rappresentanti, il 12 febbraio 1865 dove parlò della fine della schiavitù.

### Eredità
Dopo la guerra, nel 1868, Garnet venne nominato presidente dell'"Avery College" di Pittsburgh, in Pennsylvania. Successivamente, si trasferì a New York come pastore della "Shiloh Presbyterian Church". L'ultimo desiderio di Garnet era di andare in Liberia, dove vivere anche per poche settimane e morire lì. Il suo desiderio fu esaudito e divenne ambasciatore degli Stati Uniti in Liberia, verso la fine del 1881, ma spirò due mesi dopo. Ebbe un funerale di stato da parte del governo liberiano e fu sepolto al cimitero di Palm Grove a Monrovia.
Frederick Douglass, che non aveva rivolto la parola a Garnet per molti anni, pianse la sua perdita. Nel 2002 lo studioso Molefi Kete Asante pose Henry Highland Garnet sulla sua lista dei 100 più importanti afroamericani. A Garnet è stata intitolata una scuola elementare pubblica ad Harlem, conosciuta come il PS 175 o "Henry Highland Garnet School for Success", così come la "HHG Elementary School" a Chestertown nel Maryland. La sua immagine si trova nell'affresco Civil Rights Bill Passes, 1866, un murale nel Campidoglio, nei corridoi Cox a Washington. È stato dipinto da Allyn Cox nel 1952.